# C'est sûr si t'assures, c'est pas dur
Albums de Raoul Petite
Vivant
(1986)

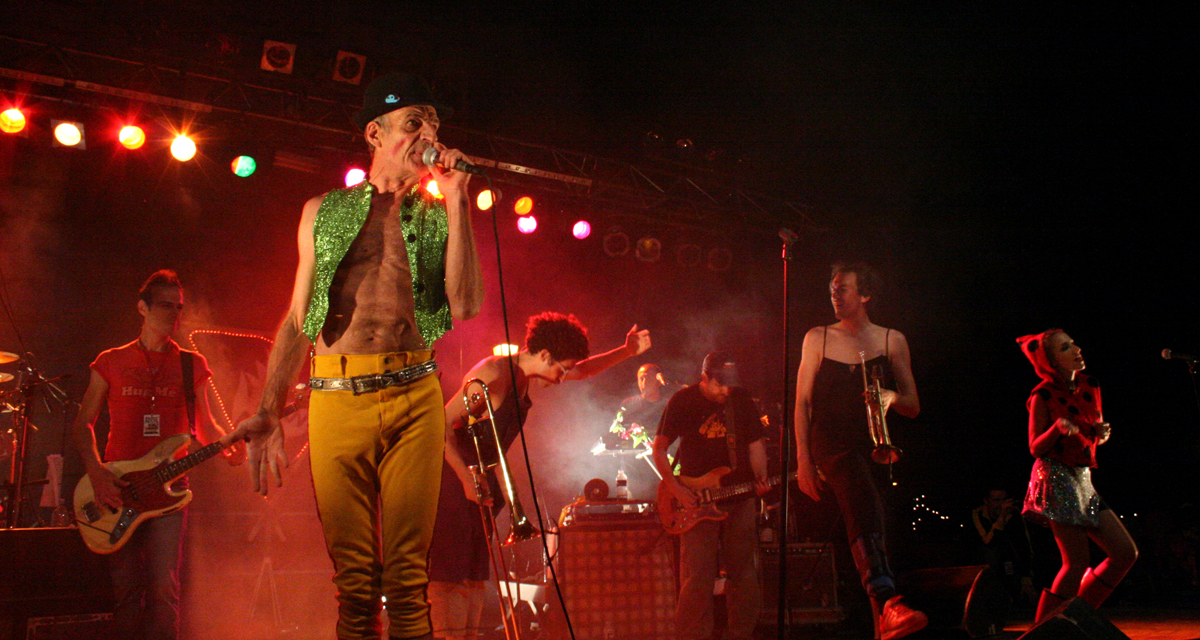
Sable fin, cocotiers, bananaze repris en 2007

C'est sûr si t'assures, c'est pas dur est le premier album des Raoul Petite, sorti en 1984. Le ton est donné : drôle, vif et spectaculaire, certains morceaux connaîtront la diffusion télé comme Sable fin, cocotiers, bananaze.

## Liste des titres
1. Sable fin, cocotiers, bananaze (4:33)
2. Le passager clandestin (5:58)
3. Jane on the dune (2:16)
4. Voyage à la nage (4:32)
5. C'est sûr si t'assures, c'est pas dur (4:50)
6. Un Jamaïcain à Paris (4:20)
7. Des panneaux, des travaux (3:28)
8. Hé dis donc mon mec (7:13)
9. Tu pourris l'atmosphère (4:12)
10. Oh! Louise (5:00) (ce titre ne figurait pas sur le 33 T)

## Membres
- Carton (Christian Picard) : chant.
- Odile Avezard : chant.
- Marjorie Savino : chant.
- Frédéric Tillard: guitare.
- François Delfin : guitare.
- Momo (Maurice Ducastaing) : saxophone.
- Bruno Huet : saxophone.
- Patrick Richard : guitare.
- Nicolas Fiszman : clavier et basse.
- Christophe Monthieux : batterie.
- David Salkin : batterie.
- Laurent Chapot : Lumières, Programmation claviers
- Pierre Vernet.
- ingénieur du son /producer Philippe Gueugnon